# SALK
SALK, właściwie literowiec utworzony z nazwy Selkie And the Lighthouse Keepers – polski zespół muzyczny wykonujący muzykę alternatywną założony w 2015.

## Historia
Zespół został założony w 2015 na potrzeby koncertu dyplomowego Marceli Rybskiej. W skład grupy wchodzi poeta Kamil Kwidziński, oraz bracia Michał i Mateusz Sarapatowie. Na początku 2016 wystąpili na festiwalu Sofar Sounds. W czerwcu wzięli udział z utworem „Matronika” w koncercie „Debiuty” w ramach 53. Krajowego Festiwalu Piosenki Polskiej w Opolu.
W kwietniu 2017 wydali drugi singiel „Dziecinada”, a 21 kwietnia premierę miał ich debiutancki album studyjny pt. Matronika. 4 sierpnia wystąpili na OFF-festiwalu w Katowicach.
17 listopada 2019 ogłosili zakończenie działalności.

## Skład
- Marcela Rybska – śpiew, fortepian, ukulele
- Michał „Mamut” Sarapata – gitara basowa, syntezator
- Mateusz Sarapata – instrumenty elektroniczne, instrumenty perkusyjne
- Kamil Kwidziński – słowa, menedżer

## Dyskografia

### Albumy studyjne
- Matronika (Nextpop, 2017)